# Bulkgesteente
Een bulkgesteente of de bulkgesteentesamenstelling (Engels: bulk rock composition) is in de geochemie en petrologie de scheikundige samenstelling van een gesteente in haar geheel. Deze samenstelling drukt men meestal uit in massapercentages van oxiden. De bulkgesteentesamenstelling staat tegenover de mineralogische samenstelling van het gesteente.
Bij metamorfose van gesteente verandert normaal gesproken alleen de mineralogische compositie, niet de bulkgesteentesamenstelling. Een uitzondering is metasomatisme, waarbij nieuwe mineralen gevormd worden doordat materie van buiten in het gesteente doordringt.